# Tom Trevaskis
Thomas "Tom" Richard Trevaskiss – australijski zapaśnik walczący w stylu wolnym. Złoty medalista igrzysk wspólnoty narodów w 1938 i brązowy w 1950 roku.